# Igor' Runov
Igor' Vasil'evič Runov (in russo Игорь Васильевич Рунов?; Mosca, 8 febbraio 1963 – Mosca, 11 aprile 2011) è stato un pallavolista sovietico, dal 1991 russo.
Giocava nel ruolo di centrale.

## Carriera
Si forma pallavolisticamente nella Scuola sportiva n° 84 di Mosca, al termine della quale passa alle giovanili dell'Iskra Odincovo, con cui gioca nella massima serie sovietica nella stagione 1982-83. L'anno successivo passa al CSKA Mosca: vi resterà per otto stagioni, vincendo cinque Coppe dei Campioni, tre supercoppe europee, sette scudetti e due Coppe dell'Unione Sovietica.
Dal 1986 è titolare nella Nazionale sovietica, con cui vince due campionati europei (1987 e 1991) e i Goodwill Games 1986, ottiene la medaglia d'argento ai Giochi olimpici di Seul, vince un argento e un bronzo ai campionati mondiali, un argento in Coppa del Mondo e un bronzo in World League.
Nell'annata 1991-92 si trasferisce all'estero, in Italia, vestendo la maglia della Pallavolo Città di Castello. Al termine della stagione disputa i Giochi della XXV Olimpiade di Barcellona con la Nazionale della CSI, che chiude il torneo al settimo posto.
Successivamente gioca con i greci dell'Olympiakos (1992-93) e con i tedeschi del TuS Kriftel (1993-94). Nel 1994-95 passa all'SK Promin', in Ucraina, e nel 1996-97 viene ingaggiato dai turchi dell'İstanbul Büyükşehir Belediyesi Spor Kulübü. Chiude la carriera disputando la stagione 1998-99 nella Superliga russa con la maglia dello Spartak Mosca.
Decorato nel 1986 con il titolo di Maestro dello sport dell'Unione Sovietica di classe internazionale, muore prematuramente a Mosca nel 2011 a causa di una trombosi.

## Palmarès

### Club
- Campionato sovietico: 7

1984-85, 1985-86, 1986-87, 1987-88, 1988-89, 1989-90, 1990-91
- Coppa dell'Unione Sovietica: 2

1983-84, 1984-85
- Coppa dei Campioni: 5

1985-86, 1986-87, 1987-88, 1988-89, 1990-91
- Supercoppa europea: 3

1987, 1988, 1991

### Nazionale (competizioni minori)
- Goodwill Games 1986